# Sarah McBride
Sarah McBride (Wilmington, 9 agosto 1990) è un'attivista e politica statunitense, membro della Camera dei Rappresentanti per lo stato del Delaware dal 2025 ed in precedenza senatrice statale dal 2020 al 2025. McBride è stata la prima persona transgender della storia ad avere un seggio in una camera in uno degli Stati federati degli Stati Uniti d'America e la prima nella Camera dei Rappresentanti degli Stati Uniti d'America.

## Biografia
Apparsa sulle prime pagine della stampa statunitense allorché come transgender è diventata presidente del corpo studentesco presso l'American University, è stata poi la segretaria della stampa nazionale di Human Rights Campaign (HRC), più grande associazione lesbica, gay, bisessuale e transessuale (LGBT) d'America. A lei è in gran parte attribuito il merito di aver favorito la legislazione del Delaware che vieta la discriminazione sulla base dell'identità di genere in materia di occupazione, alloggio, assicurazione e alloggi pubblici.
A luglio 2016 è stata relatrice alla Convention nazionale democratica, diventando nella storia statunitense la prima persona apertamente transgender a intervenire in una importante convention di partito. Nel 2018 ha pubblicato per l'editore Crown Archetype il libro memorialistico Tomorrow Will Be Different: Love, Loss, and the Fight for Trans Equality, con prefazione di Joe Biden.

### L'elezione al Senato del Delaware
Ha concorso per un seggio alla camera alta dello Stato federato del Delaware alle elezioni del 3 novembre 2020, promuovendo piattaforma progressista nelle file del Partito Democratico. Ha messo al centro della sua campagna elettorale la richiesta di assistenza sanitaria a prezzi accessibili, il miglioramento del finanziamento scolastico, l'asilo nido universale e l'aumento del salario minimo. È stata eletta con oltre il 70% delle preferenze, divenendo la prima persona apertamente transgender della storia degli Stati Uniti d'America a vincere un seggio nelle assemblee legislative in uno degli Stati federati.

## Vita privata
Nell'agosto 2014, McBride ha sposato Andrew Cray, politico e attivista con una diagnosi di tumore allo stadio terminale. Il vescovo episcopale Gene Robinson ha officiato la cerimonia. Quattro giorni dopo il matrimonio, Cray è morto per il tumore.

## Opere
- Sarah McBride, Tomorrow will be different: love, loss, and the fight for trans equality, New York, Crown Archetype, 2018, ISBN 978-1-5247-6147-9, OCLC 990111651. URL consultato il 4 novembre 2020.